# Van Berkel

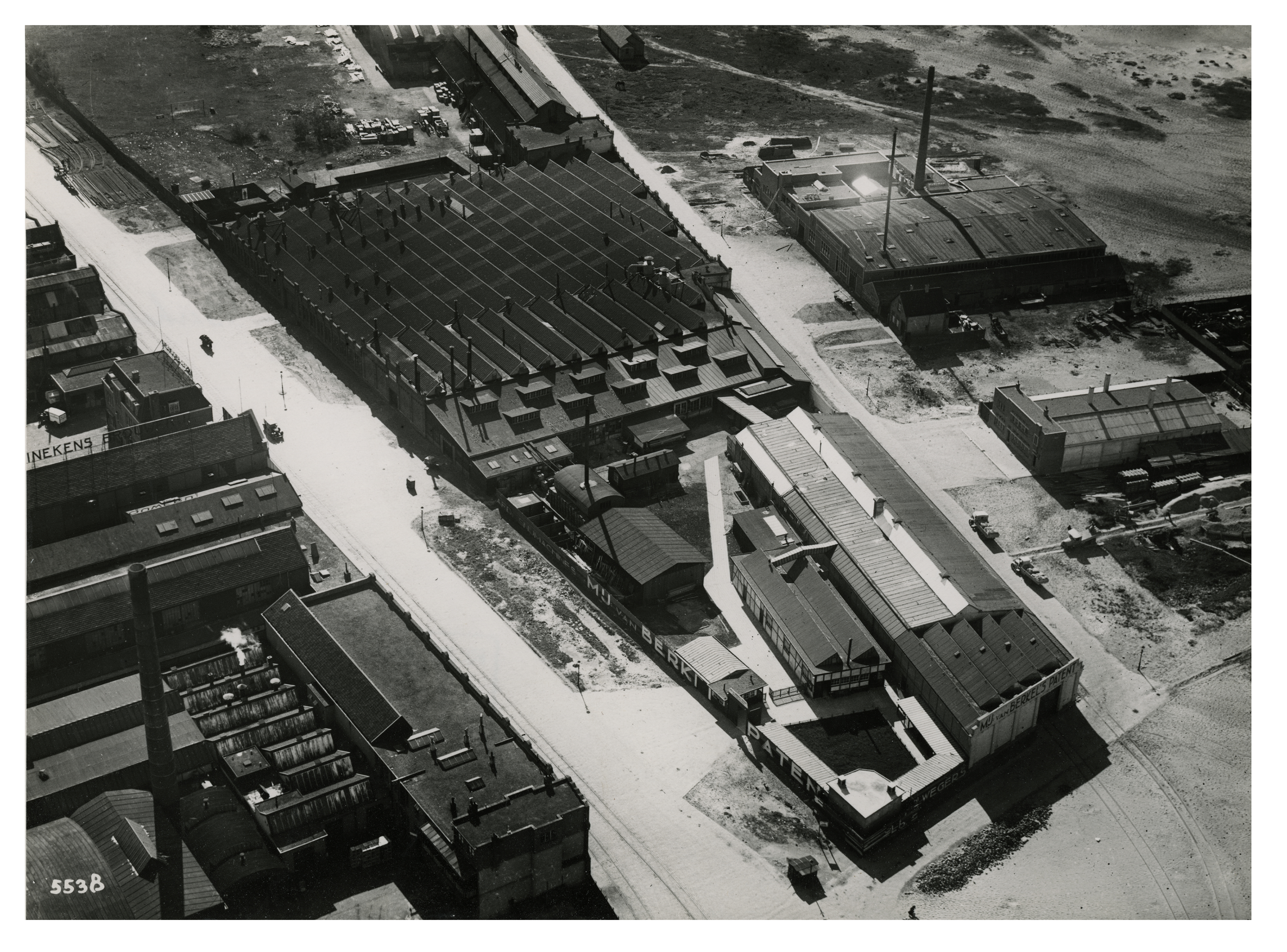
Luchtopname van Van Berkel's fabriek aan de Keileweg te Rotterdam. (1928)

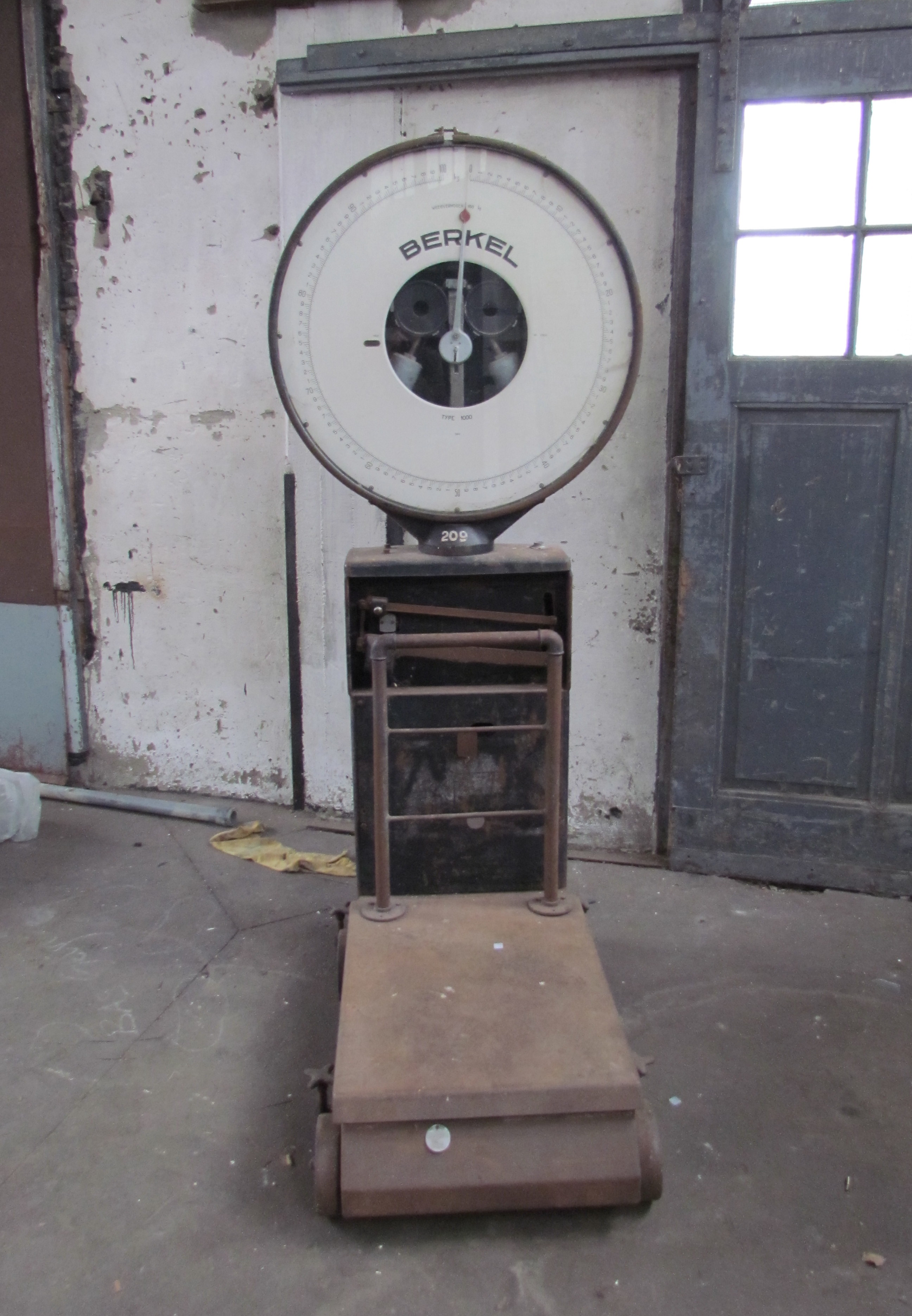
Van Berkel-weegschaal in een van de monumentale silo's in het havengebied van Deventer

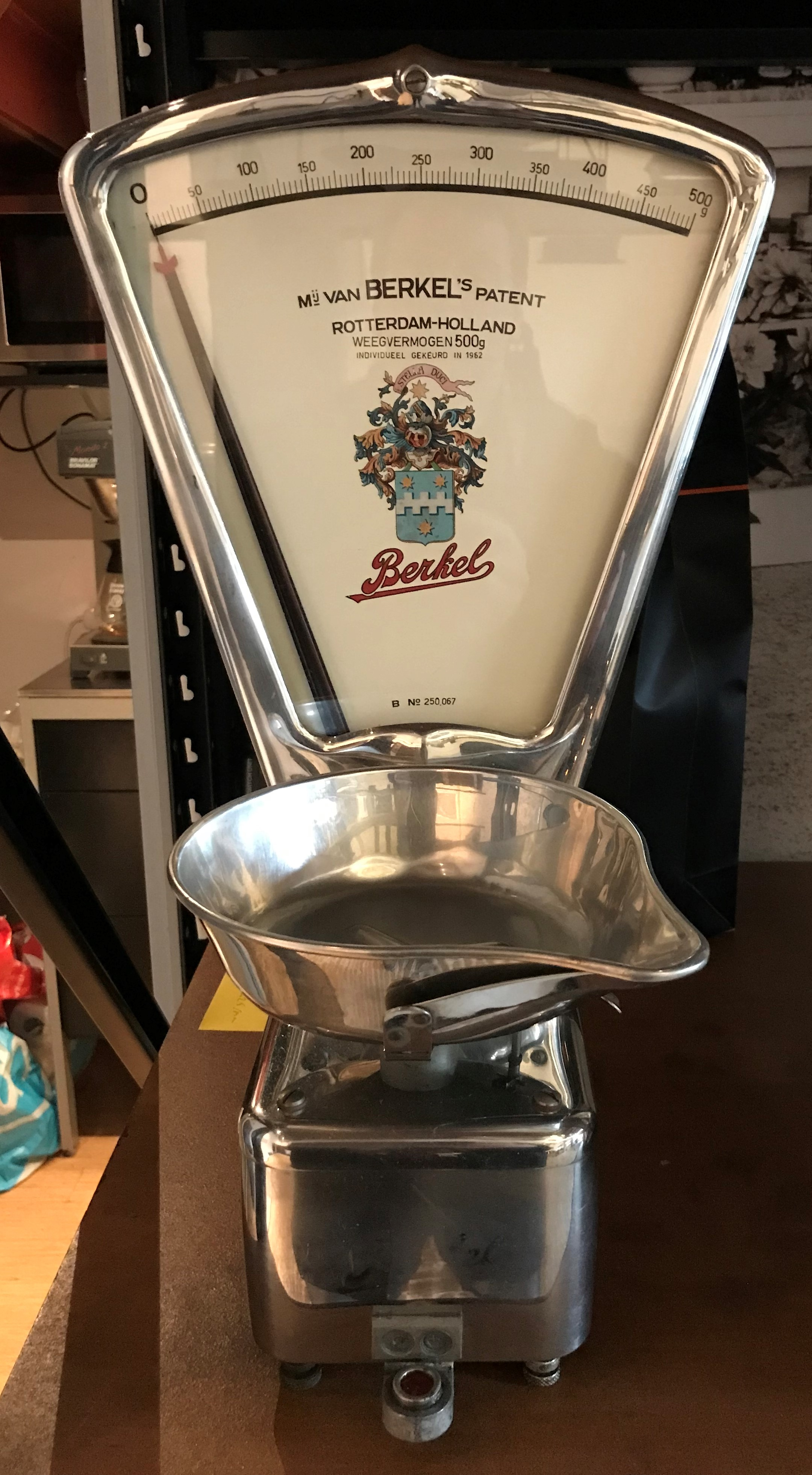
Toonbankweegschaal van Van Berkel (ca. 1962) (Weegschaalmuseum, Naarden)

Handmatige snijmachine Berkel

De NV Maatschappij tot vervaardiging van snijmachines volgens Van Berkel's Patent en van andere Werktuigen (beter bekend als Van Berkel's Patent) was een Nederlandse onderneming, vooral succesvol in het vervaardigen van weegschalen en vleessnijmachines.

## Oprichting
Wilhelmus van Berkel (Tilburg, 5 februari 1869 - Montreux, 11 december 1952) was de zoon van een caféhouder, broer van een slager, en had een passie voor techniek. Hij was de uitvinder van een snijmachine met beweegbaar onderstel, waarop zich het vlees bevond. Op 12 oktober 1898 richtte hij met enkele Rotterdamse geldschieters, O. Reuchlin, P.J. van Ommeren en J.C. Nijgh - naast P.A. Dijxhoorn - de NV "Maatschappij tot vervaardiging van snijmachines volgens Van Berkel's Patent" op.

## Succesvolle jaren
De onderneming en de machine werden een groot succes, met internationale klanten. In 1911, bij het 12½-jarig jubileum telde de Rotterdamse hoofdvestiging reeds 200 werklieden. Het maatschappelijk kapitaal werd regelmatig uitgebreid en bedroeg toen al 2 miljoen gulden. In dat jaar werd ook de internationale expansie concreet door de oprichting van Zuid-Amerikaansche Maatschappij tot exploitatie van het Patent van Berkel (Sociedad Anonima Sud-Americana para la explotación de los Privilegios de Invención „van Berkel”), te Rotterdam.
Tijdens de Eerste Wereldoorlog werd ook de productie van gereedschapswerktuigen als fraismachines en draaibanken ter hand genomen naast speciaalwerktuigen voor Artillerie-Inrichtingen, gestoeld op de ervaring met fijnmechanica en assemblage bij de vervaardiging van de vleessnijmachines. Verder werd in 1918 een aparte vliegtuigfabriek opgericht. Ook werden van 1919 tot 1923 hogedrukmotoren vervaardigd.
In 1920 begon men ook met de fabricage van snelwegers en automatische bascules. Naast de fabrieken aan de Boezemsingel en de Keileweg te Rotterdam opende Van Berkel fabrieken en kantoren in het buitenland. In de Verenigde Staten onder de naam Slicing Machine Co. Inc en in het Verenigd Koninkrijk onder de naam Van Berkel Ltd. In 1923 werd de NV financieel gereorganiseerd en het maatschappelijk kapitaal teruggebracht van ƒ 7,5 miljoen tot ƒ 4,8 miljoen, in 1933 volgde een kapitaalsreductie van eveneens 37,5%.
Op 31 maart 1943 werd Rotterdam-West gebombardeerd door de Amerikaanse luchtmacht. De bommen vielen per vergissing op een woonwijk en ook de fabriek aan de Keileweg werd zwaar getroffen. Hierbij vielen onder het personeel van Van Berkel 28 slachtoffers. Ter herdenking van hen is het Monument Van Berkel opgericht. Dit monument staat op de Begraafplaats Crooswijk en werd op 30 oktober 1943 onthuld.
Na de Tweede Wereldoorlog bleef Van Berkel lange tijd internationaal toonaangevend. In 1954 werd een filiaal te Vlaardingen opgericht onder een aparte NV: Van Berkel's Patent Constructie Maatschappij. Daarnaast telde de onderneming fabrieken te La Porte (VS), London, Brussel, Lyon, Zürich, Buenos Aires, Barcelona en Duisburg. Verder had men binnenlands belangen in NV Ned Chemisch-Technisch Bedrijf v/h Elpewé te Hilversum, de Hobart Fabricage Mpij en de Toledo Berkel's Mpij tot Exploitatie van Automatische Weegschalen te Rotterdam. De eerdere belangen in de NV Enkes te Voorburg en Rademakers (metaalbedrijf)te Rotterdam waren in 1947 afgestoten.
In 1960 telde Van Berkel's Patent NV dochterondernemingen in 17 landen, de meeste in Europa, maar ook in de Verenigde Staten, Zuid-Afrika, Mexico, Argentinië en Uruguay, deels verkoopmaatschappijen die deels ook over eigen productiefaciliteiten beschikten. Hoofdartikelen waren nog steeds de snijmachines en weegwerktuigen. Voor de productontwikkeling opende men in 1960 een nieuw, centraal laboratorium te Leidschendam.

## Teloorgang en overname door GEC
In 1980 telde Van Berkel nog zo'n 4500 werknemers waarvan bijna 800 in Nederland. Het bedrijf had 16 fabrieken in binnen- en buitenland. De omzet was in dat jaar ruim een half miljard gulden. De nettowinst was ƒ 1,2 miljoen, een forse daling ten opzichte van 1979, toen de winst nog een niveau van ƒ 9,5 miljoen bereikte. Daarna ging het slechter en slechter met het bedrijf. Tussen 1982 en 1992 heeft Van Berkel een cumulatief verlies geleden van ƒ 181 miljoen. In deze tien jaar werd maar alleen in 1983 een winst van slechts ƒ 1 miljoen. In 1991 was de omzet gedaald naar ƒ 304 miljoen waarop een verlies werd geleden van ƒ 5,8 miljoen. Het personeelsbestand was gedaald naar 1500 mensen, waarvan 300 in Nederland. Een belangrijke reden voor de financiële verslechtering was de technologische veroudering. Van Berkel bleef mechanische weegschalen maken en verzuimde bijtijds de overgang te maken naar elektronische weegschalen te maken waardoor het marktaandeel en omzet verloor.
Om een faillissement te voorkomen werd in 1987 het Britse bedrijf The General Electric Company plc (GEC) aandeelhouder. Dit bedrijf kreeg een minderheidsbelang van 30,6%. Om kosten te besparen ging Van Berkel samenwerken met Avery, eveneens een fabrikant van weegschalen en een dochteronderneming van GEC. Van Berkel staakte de eigen productie en begon Avery weegschalen te verkopen onder de Van Berkel merknaam. In 1989 werd een recordverlies geleden van ƒ 44,5 miljoen. Door de aanhoudende verliezen moest GEC steeds weer nieuw kapitaal in Van Berkel investeren, waarmee het aandelenbelang op liep tot 64,7% in 1992. De koers van het aandeel Van Berkel daalde fors op de Amsterdamse effectenbeurs, van ƒ 100 in 1979, naar ƒ 10 in 1988 en naar 35 cent ultimo november 1992. In dezelfde maand bracht GEC een bod uit op alle aandelen van Van Berkel die het nog niet in handen had. In 1993 volgde een fusie met het Engelse Avery en ging men verder onder de naam Avery-Berkel.
In 2001 verkocht GEC Avery-Berkel aan het Amerikaanse Weigh-Tronix, en ging het verder onder de naam Avery Weigh-Tronix. De merknaam Berkel wordt nog steeds gebruikt door de Italiaanse firma Brevetti Van Berkel sinds 2004, opgericht door twee voormalige managers van Avery Weigh-Tronix. Avery Weigh-Tronix is in 2008 overgenomen door Illinois Tool Works (ITW) inclusief de merknaam Avery-Berkel.

## Vliegtuigbouw
Tijdens de Eerste Wereldoorlog maakte Van Berkel diverse artikelen als draaibanken en lichtpistolen voor het Nederlandse leger. Een vervolgstap was de oprichting in 1918 van een vliegtuigbouwafdeling, met steun van de Nederlandse regering. De fabriek, aan de Keileweg 9 in Rotterdam, telde vijf afdelingen: metaalbewerking, machinale houtbewerking, rompbouw en lijmkamers, magazijn en controle en montage. Hoofd was R.J. Castendijk en John Kerner was hoofd van de motorenafdeling. De weinig succesvolle afdeling werd in 1921 gesloten.

### W-A

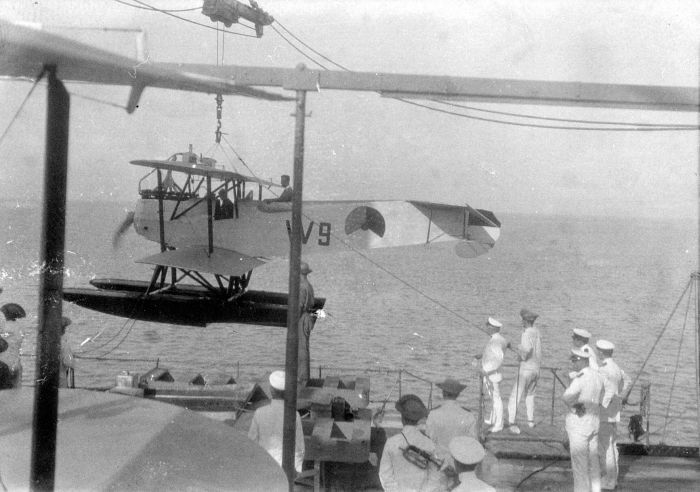
Van Berkel W-A

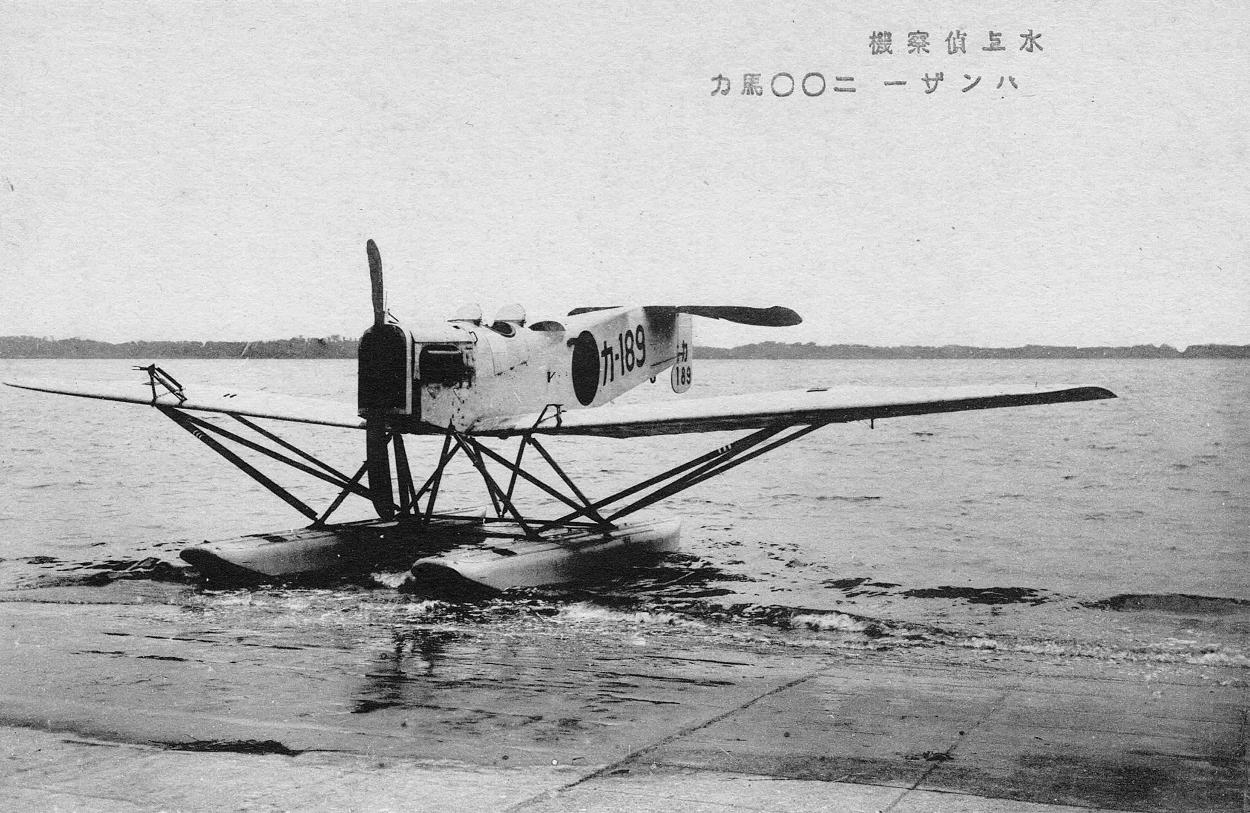
Hansa-Brandenburg W.29, het basisontwerp voor de W-B

De eerste opdracht bestond uit het bouwen, in licentie, van 35 Hansa-Brandenburg W.12 watervliegtuigen voor de Marine Luchtvaartdienst (MLD). In het contract werd een prijs per toestel vastgelegd van ƒ 35.100, er was enige flexibiliteit maar de prijs mocht niet hoger zijn dan ƒ 42.000. Het eerste exemplaar vloog in september 1919 en werd de W-A genoemd, waarbij W-A de intitalen zijn van Willem Adrianus van Berkel. Het vliegtuig werd gebruikt als verkenner, had een bemanning van tweepersonen en een Benz D-III motor met een vermogen van 185 pk. Het was een dubbeldekker met een spanwijdte van 11,2 meter en een lengte van 9,6 meter. De W-A werd zowel in Nederland als in Nederlands-Indië gebruikt. Na 1924 werden veel vliegtuigen aangepast en kregen een staalbuisconstructie. Deze aanpassing was nodig voor de nieuwe en sterkere BMW motor die werd gemonteerd. Vermoedelijk heeft de MLD nog vijf exemplaren zelf gebouwd op vliegkamp De Kooy in 1924, waarschijnlijk uit onderdelen van beschadigde exemplaren van Van Berkel. Na 15 jaar dienst werden de W-A's in 1934 buiten dienst gesteld.

### W-B
In 1919 kreeg Van Berkel meteen ook de opdracht tot het vervaardigen van een langeafstandszeeverkenner. Het ontwerp was gebaseerd op de Hansa-Brandenburg W.29, maar ir. Von Baumhauer gaf een geheel eigen draai aan het oorspronkelijke ontwerp. Dit watervliegtuig was groter dan de W-A met een spanwijdte van 18,9 meter en een lengte van 13,6 meter. Het kreeg een zwaardere motor van Rolls Royce met een vermogen van 360 pk. Het was een laagdekker. Met een lading van 950 kilogram had het toestel een snelheid van 180 km/h. Met een volle brandstoftank kon het toestel zo'n zeven uur vliegen en had een bereik van 1500 kilometer als het vloog op de zuinige kruissnelheid.
De MLD bestelde er zeven en in 1920 maakte het eerste exemplaar zijn eerste vlucht. De levering van de rest liet lang op zich wachten, pas in 1923 kreeg de MLD het zevende exemplaar. Alle waren in gebruik in Nederlands-Indië maar de prestaties vielen tegen. Van de toestellen met de registratie E-1 tot en met E-6 werden in 1926 de eerste vier al buiten gebruik gesteld, de E-5 en E-6 volgden in 1933.

### Overig
Bij de sluiting van de afdeling vliegtuigbouw (bij gebrek aan orders, contacten met het Duitse Dornier liepen op niets uit) waren nog diverse typen: W-D, de W-E, de W-F en de W-G nog in ontwikkeling maar kwamen dus niet verder dan de tekentafel. 
- W-D: een civiele versie van de W-A met een kleine cabine voor passagiers
- W-E: driemotorige vliegboot voor patrouilles over water
- W-F: civiele versie van de W-B, met een gesloten cabine voor vijf passagiers en de twee bemanningsleden
- W-G: een afgeleide versie van de W-B met ruimte tussen de romp en drijvers voor een torpedo.

Geen van Van Berkels vliegtuigen heeft de tand des tijds doorstaan.

### Bouw replica door Neptune Association

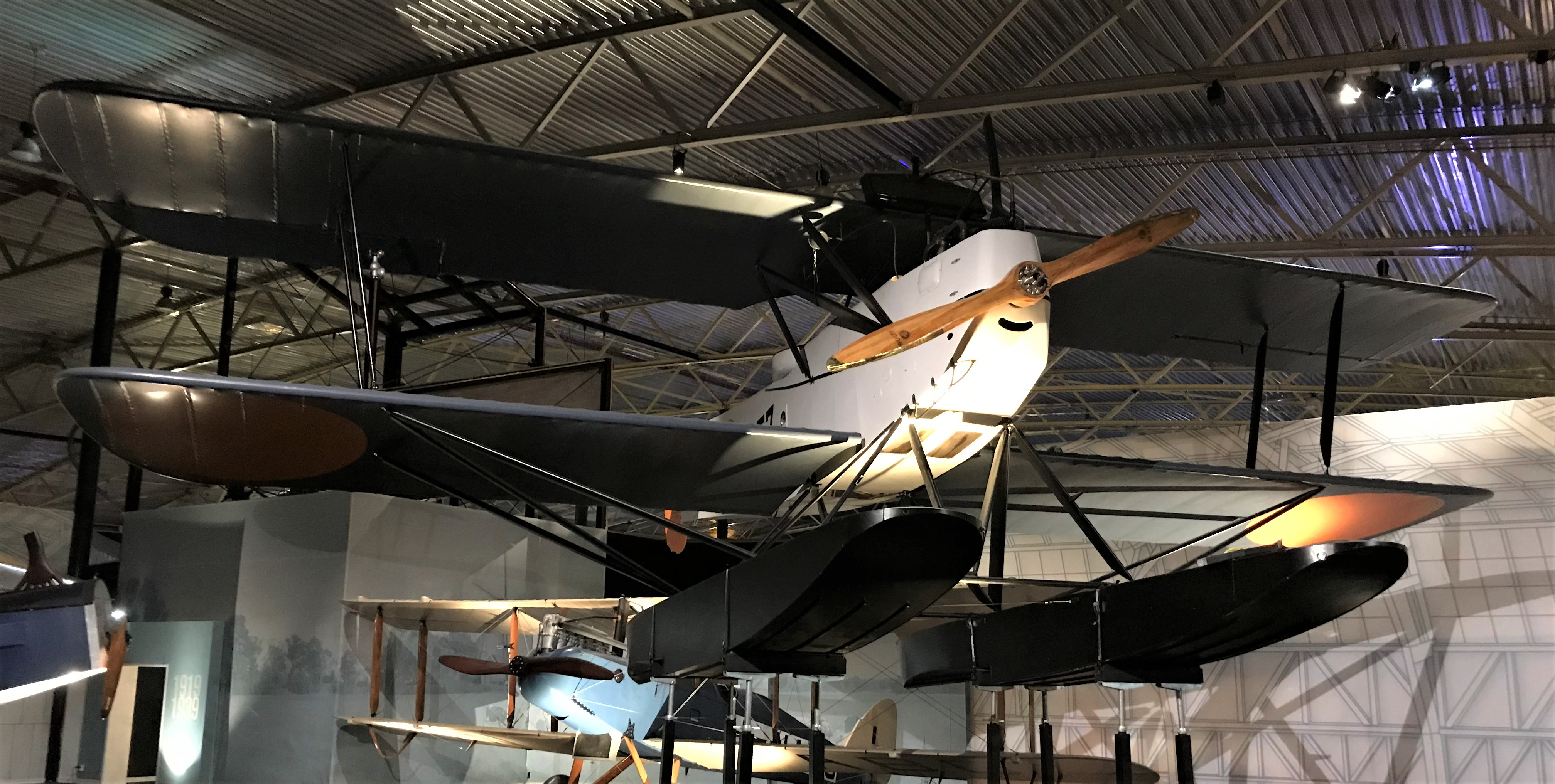
W-A replica in het Aviodrome te Lelystad

De Stichting Neptune Association begon in 1993 met het verzamelen van informatie omtrent de W-A om aldoende een 1:1 replica te bouwen. De zoektocht naar informatie, het meeste was verbrand, duurde voort tot 1999. Vooral informatie over de vleugels was moeilijk te achterhalen. In 2002 werd het Aviodrome bereid gevonden geld in het project te steken. In maart 2010 legde men de laatste hand aan de romp en in mei 2017 waren ook de drijvers en de motor klaar. In 2017 kwam de W-A geheel af en is te zien in het Aviodrome luchtvaartmuseum te Lelystad.

## Bedrijfsarchief
Het Stadsarchief Rotterdam heeft een grote collectie van het bedrijfsarchief van Van Berkel.